# Herochroma ochreipicta
Herochroma ochreipicta är en fjärilsart som beskrevs av Swinhoe 1905. Herochroma ochreipicta ingår i släktet Herochroma och familjen mätare. Inga underarter finns listade i Catalogue of Life.

## Bildgalleri

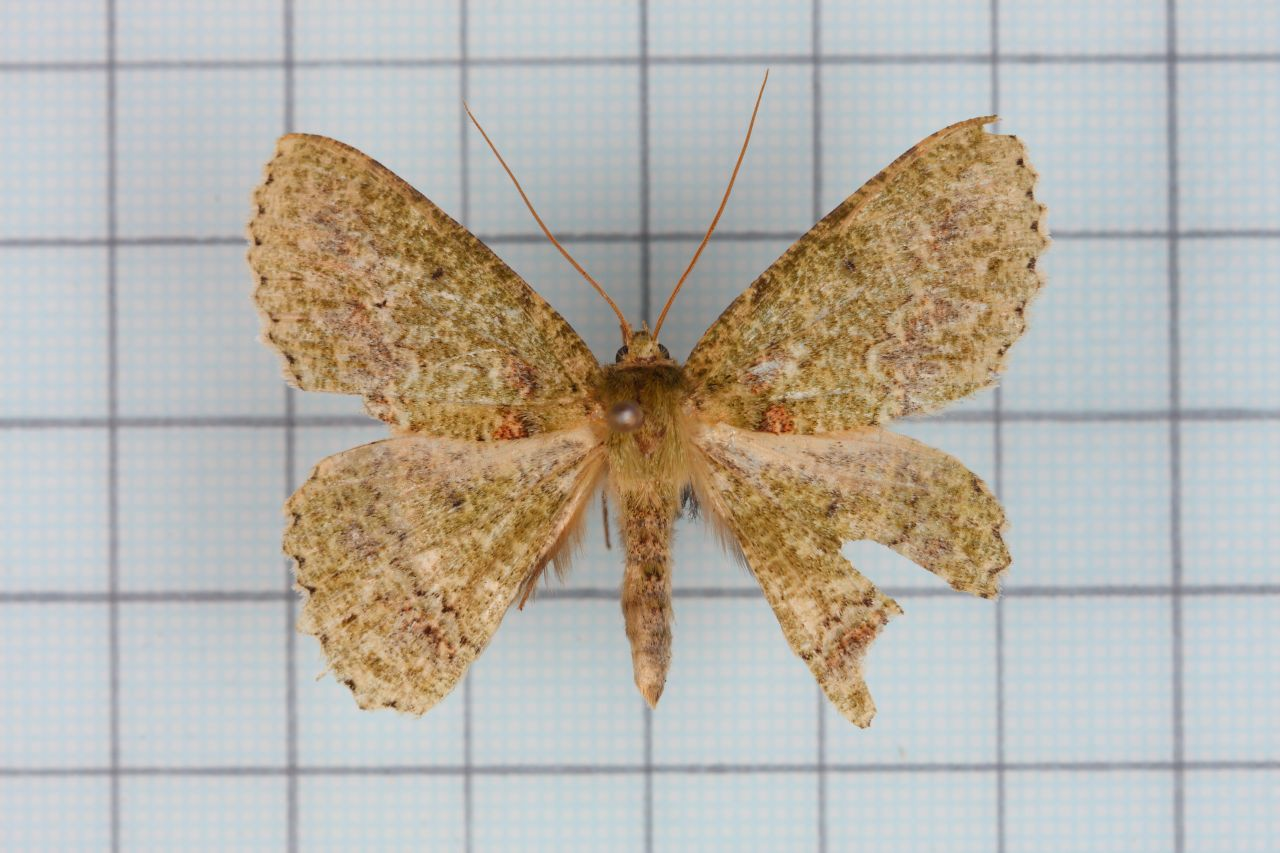